# Упице
Упице (чеш. Úpice бывш. нем. Eipel) — город в Чехии, района Трутнов Краловеградецкого края.
Расположен в северо-восточной части страны в долине притока Эльбы реки Упа в предгорьях горного массива Крконоше в 14 км юго-восточнее г. Трутнова и в 20 км северо-западнее г. Наход.
Население 5 781 чел. (2013). Площадь 15,29 км².

## История

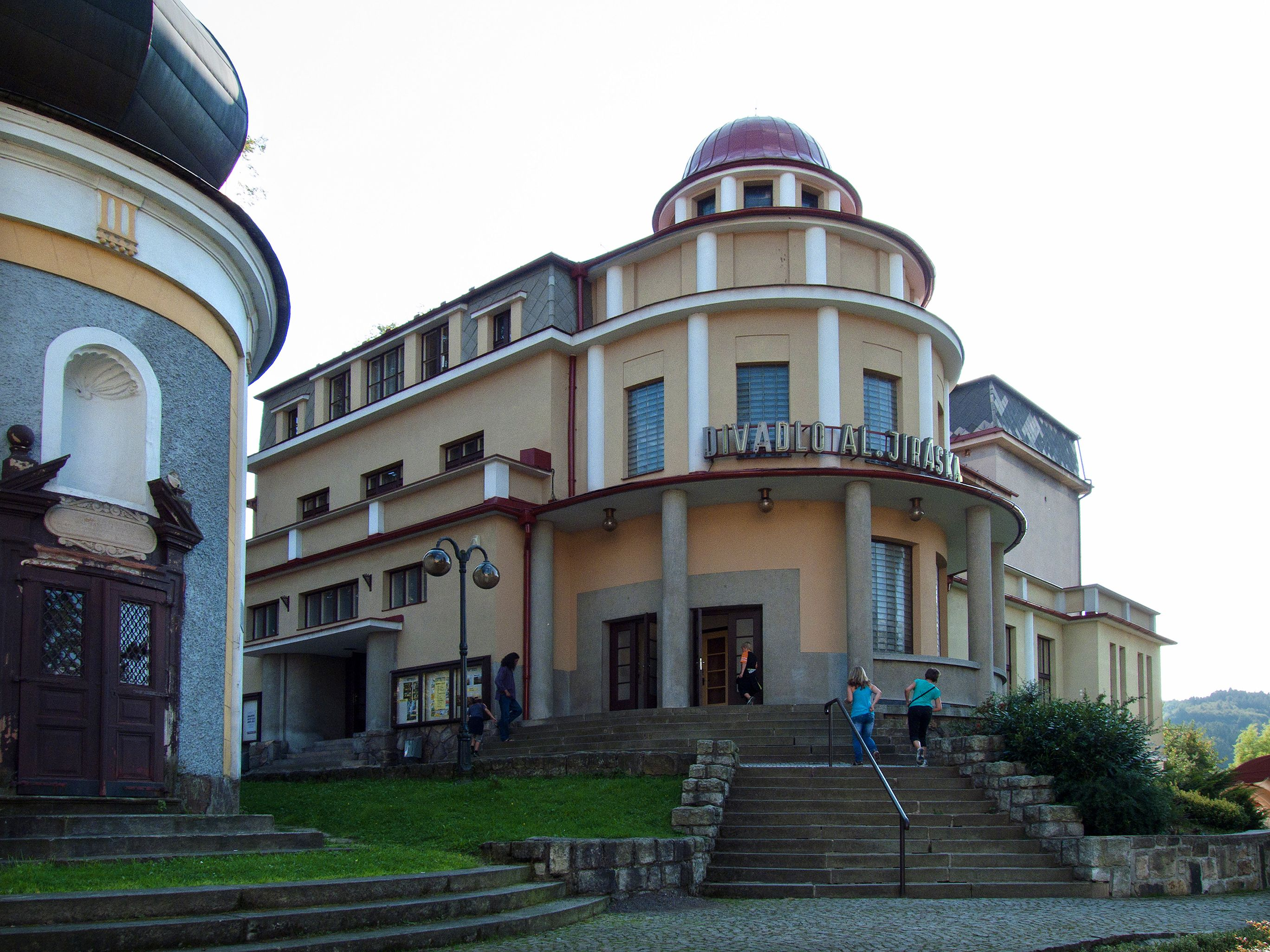
Упице. Городской театр

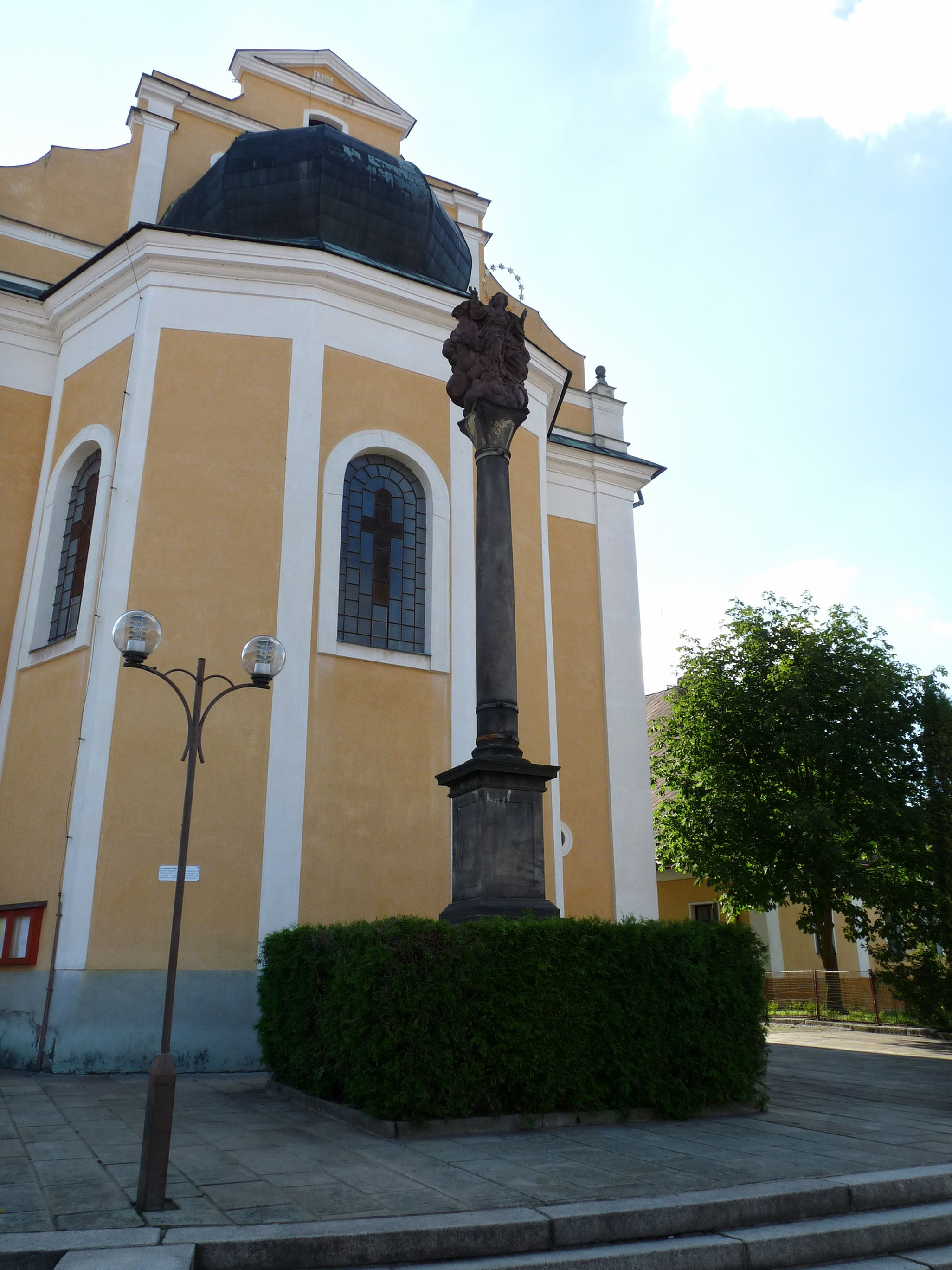
Упице. Марианская колона

Поселение Упице было создано для охраны торгового пути в Силезию на месте брода через реку Упа (отсюда и название). Впервые упоминается в XI веке. В 1604 здесь была построена первая школа. В 1625 году город был почти полностью уничтожен при пожаре.
Бурное развитие город пережил во второй половине XIX-го века, когда здесь стала развиваться, особенно, текстильная промышленность и Упице стал одним из наиболее промышленно развитых городов чешского северо-востока.

## Население
| Год  | Численность | Численность |
| ---- | ----------- | ----------- |
| 1869 | 2957        | [ 6 ]       |
| 1880 | 3222        | [ 6 ]       |
| 1890 | 4156        | [ 6 ]       |
| 1900 | 5627        | [ 6 ]       |
| 1910 | 7672        | [ 6 ]       |
| 1921 | 6757        | [ 6 ]       |
| 1930 | 7909        | [ 6 ]       |
| 1950 | 6277        | [ 6 ]       |
| 1961 | 6540        | [ 6 ]       |
| 1970 | 6749        | [ 6 ]       |
| 1980 | 6990        | [ 6 ]       |
| 1991 | 6141        | [ 6 ]       |
| 2001 | 5932        | [ 6 ]       |
| 2014 | 5768        | [ 7 ]       |
| 2016 | 5683        | [ 8 ]       |
| 2017 | 5694        | [ 9 ]       |
| 2018 | 5655        | [ 10 ]      |
| 2019 | 5661        | [ 11 ]      |
| 2020 | 5639        | [ 12 ]      |
| 2021 | 5622        | [ 13 ]      |
| 2022 | 5468        | [ 14 ]      |
| 2023 | 5498        | [ 15 ]      |
| 2024 | 5500        | [ 16 ]      |
| 2025 | 5448        | [ 4 ]       |

## Достопримечательности
- Костёл Святого Якуба (чеш. Kostel svatého Jakuba Většího, первое документальное упоминание о костёле относится к 1350 г., построенный в 1698 г. и торжественная церемония освящения прошла в 1705 г., самый старый колокол, отлитый в 1625 г.)[17][18]
- Часовня Святого Михаила (построена в 1698-1701 гг.)[19]
- Дом священника (дом номер 1, 1822 г.)[20]
- Марианская колонна (1724 г., в 1943 г. перемещен из центра площади)
- Скульптурная группа Святой Троицы (1799 г.)
- Старая ратуша (дом номер 30, 1678 г., заднее крыло построено в 1822 г., новая башня построенная в 1752 г. и восстановлена в 1957 г. в первоначальном стиле барокко)[21]
- Новая ратуша (дом номер 624, 1922-1923 гг.)
- Моравецова вилла (1900 г.)[22]
- Оберлендерова вилла (1867 г.)
- Городская сберкасса (1933 г.)[23]
- Деревянное здание "Dřevěnka" (до 1559 г.)[24][25]
- Гуситская церковь (1924-1925 гг.)[26]

## Города-побратимы
- Обербипп — Швейцария
- Пеховице — Польша